# Rhinomuraena quaesita
Conhecida como moréia-azul, moréia-fita ou enguia-de-nariz-frondoso (Rhinomuraena quaesita) é uma espécie de peixe da família Muraenidae do gênero Rhinomuraena.

## Fatos
É uma espécie hermafrodita sequencial. Os juvenis são pretos e amarelos. À medida que crescem, eles primeiro ficam azuis brilhantes e amarelos (macho), eventualmente perdendo o azul e se tornando amarelos (fêmeas). Geralmente são confundidas com as enguias-de-jardim (Heterocongrinae), vivem em tocas feitas de areia ou corais.
É um predador que se alimenta de pequenos peixes, cefalópodes e crustáceos. Seu principal habitat são recifes de corais e lagunas, pode ser encontradas no Indo-Pacífico, incluindo Maldivas, Taiwan, Vietnã, Indonésia, Malásia, Austrália, Mar de Arafura e Mar de Coral.
Geralmente são encontradas no comércio de aquários.